# Carinodes inermis
Carinodes inermis är en stekelart som beskrevs av Heinrich 1930. Carinodes inermis ingår i släktet Carinodes och familjen brokparasitsteklar. Inga underarter finns listade.